# Introduction et rondo de Widor
L'Introduction et Rondo, op. 72, pour clarinette et piano est une composition de Charles-Marie Widor, qui a succédé à Théodore Dubois en 1896 à la tête de la classe de composition musicale, contrepoint et fugue du conservatoire de Paris. Cette pièce est destinée au concours de clarinette de 1898 pour le conservatoire de Paris. La pièce porte la dédicace « À son ami M. C. Rose ». René Verney remporte à cette occasion le premier Prix à l'âge de 18 ans et deviendra clarinette solo de l'orchestre de la Garde républicaine.
Cette œuvre est la seule composition pour clarinette de Widor. 
La partition a été publiée en 1898 au Ménestrel (Heugel) à Paris.
Le compositeur réalise une orchestration de la pièce en juin 1935.

## Analyse
La pièce comporte deux mouvements de forme rondo :
- allegro / moderato  (mesure 3/4)
- allegro (mesure 2/4)

Cette pièce est contemporaine de la Suite pour flûte et évoque le style de César Franck dans ses proportions et formes harmoniques. La pièce met en valeur le caractère soliste de la clarinette.
Introduction et Rondo appartient au répertoire majeur de la clarinette travaillé par les clarinettistes classiques.
Anne-Isabelle de Parcevaux relève que « l'Introduction et Rondo [...] est si démonstratif et d'une telle virtuosité, qu'il a été conservé jusqu'à nos jours comme pièce de concours, et sa belle éloquence la font apprécier de tous les clarinettistes ».

## Enregistrements
Cette pièce est fréquemment jouée en concert et comporte de nombreux enregistrements :
- Philippe Berrod, Art of Clarinet, Indésens Records INDE030, 2011 (OCLC 811454415).